# Municipio Leonardo Infante
Leonardo Infante es uno de los 15 municipios del estado Guárico. Su capital es Valle de la Pascua y tiene una superficie de 10 613 km².

## Geografía

### Límites
- Al norte: el Municipio Monagas, partiendo desde la desembocadura de la Quebrada Jabillalito en el río Tamanaco por el lindero Norte del municipio Chaguaramas, siguiendo hacia el Este, siguiendo la misma dirección hasta llegar al sitio Zamurito Nuevo.

- Al sur: el Río Orinoco que lo separa del Estado Bolívar, desde la desembocadura del río Iguanas, hasta la desembocadura del río Manapire.

- Al este: los municipios José Félix Ribas y El Socorro, partiendo desde el sitio Zamurito Nuevo, pasando por la Aguadita Ortuñera y llega al Paso del Guárico en el Río Tamanaco, luego se dirige al Sur pasando por la Aguada de El Calvario, Mamones de Velázquez, Lomas de Piedra y se prolonga por la sierra que lleva el nombre de Andaluz, continuando con las sierras de Mata de Cartanal, Titirijí y Tucipano, hasta la cabecera de la quebrada de Zaraza y aguas abajo, hasta su desembocadura en el río Iguanas y siguiendo el curso de este río aguas abajo hasta llegar a su desembocadura en el río Orinoco.

- Al oeste: los municipios Chaguaramas y Juan José Rondón (antes Las Mercedes), partiendo desde la desembocadura de la quebrada de Jabillalito en el río Tamanaco, siguiendo rumbo hacia el suroeste hasta encontrar la cabecera de la quebrada los Aceites, prosiguiendo por ésta hasta llegar a su desembocadura en el río Manapire y luego por el curso de este, hasta su desembocadura en la quebrada Los Negros, siguiendo desde aquí llegar a la desembocadura del río Manapire en el río Orinoco.

### Hidrografía
El municipio Infante se encuentra enmarcado dentro de dos grandes cuencas hidrográficas: la del río Unare, cuyo principal afluente es el río Tamanaco, acompañado por las quebradas Honda, El Arenal y Agua Salada; y la cuenca del río Orinoco, donde destaca el río Manapire como su cauce más importante.
En el territorio también se localizan dos embalses de relevancia: el embalse Tamanaco y el embalse Corozo, los cuales cumplen funciones clave en el control hídrico y el suministro de agua en la región.
Asimismo, se registran cuerpos de agua como las lagunas El Pueblo, El Rosario y el caño de la Vigía, los cuales complementan el sistema lacustre del municipio.
Las aguas superficiales de la jurisdicción drenan mayoritariamente hacia la gran cuenca del río Orinoco, la cual abarca aproximadamente el 74 % del área municipal. Esta cuenca conforma una amplia red fluvial orientada en sentido norte-sur, siendo sus afluentes más relevantes los ríos Manapire, junto con sus tributarios: Espino, Los Aceites, La Pascua, Espinito, Macanillal, Guanipa y Carapa.

### Flora
La vegetación del municipio Infante es un bosque secundario que altera con reliquias de bosque primarios, se trata de un matorral caducifolio con especies espinosas donde destacan: el cují blanco, araguaney, acapro, roble. Existen además numerosas especies herbáceas, anuales y perennes. También encontramos otras especies como el moriche, manglares, samán cují negro y chaparro.

### Fauna
En el municipio existen una gran variedad de especies animales, tales como la corocora, el pavo real, la pavita rosada, la chirindera, la guacharaca. En sus caños y morichales abundan especies como el pavón el bagre y el coporo.

## Organización parroquial
| Parroquia          | Superficie | Población         | Densidad       |
| ------------------ | ---------- | ----------------- | -------------- |
| Espino             | km²        | 9.987 hab.        | hab./km²       |
| Valle de la Pascua | km²        | 140.503 hab.      | hab./km²       |
| Municipio Infante  | 10.613 km² | 150.490 hab. 2023 | 11.39 hab./km² |

## Gastronomía
El municipio cuenta con una gran variedad gastronómica, donde destacan platos típicos como el piscillo de pescado, de venado, y chigüire, la carne en vara, el queso de mano, el hervido de res, el palo apique, dulces criollos como jalea, consevas naiboa y papelón.

## Política y gobierno

### Alcaldes
| Período     | Alcalde                | Partido político / Alianza | % de votos | Notas |
| ----------- | ---------------------- | -------------------------- | ---------- | --- |
| 1989 - 1992 | Manuel Matos Charmelo  | AD                         | 48,17      | Primer alcalde bajo elecciones directas |
| 1992 - 1995 | Edgar Martínez Ferrer  | AD                         | 38,06      | Segundo alcalde bajo elecciones directas |
| 1995 - 2000 | Edgar Martínez Ferrer  | AD                         | 50,10      | Reelecto (se realizaron elecciones generales adelantadas en el 2000 debido a la aprobación de la Constitución de 1999) |
| 2000 - 2004 | Valmore García         | PPT                        | 45,94      | Tercer alcalde bajo elecciones directas |
| 2004 - 2008 | Valmore García         | MVR                        | 48,49      | Reelecto |
| 2008 - 2013 | José Ortega            | PSUV                       | 52,61      | Cuarto alcalde bajo elecciones directas (se postergan 1 año las elecciones municipales pautadas para finales del 2012) |
| 2013 - 2017 | Pedro Loreto           | /AD/MUD                    | 49,15      | Quinto Alcalde bajo elecciones directas. En septiembre de 2017 Pedro Loreto se separa de la Alcaldía por un lapso de 30 días para postularse a la Gobernación del Estado Guarico. La alcaldesa encargada es Manarí Manau de Loreto. |
| 2017-2017   | Manarí Manau de Loreto | /AD/MUD                    | -          | (Encargada por 30 días) |
| 2017 - 2021 | Nidia Loreto           | PSUV                       | 84,01      | Sexto alcalde bajó elecciones directas |
| 2021 - 2025 | Ramón Piñango          | PSUV                       | 49,14      | Séptimo alcalde bajó elecciones directas |

### Concejo municipal
Período 1989 - 1992
| Concejales:           | Partido político / Alianza |
| --------------------- | -------------------------- |
| Rafael Silveira       | AD                         |
| Ernesto Arevalo       | AD                         |
| Regulo Ochoa          | AD                         |
| Manuel Díaz           | AD                         |
| Oscar Correa          | AD                         |
| José Antonio González | COPEI                      |
| Doris Ortiz de López  | COPEI                      |
| Edgar López           | COPEI                      |
| Ismael Baloa Vega     | MAS                        |

Período 1992 - 1995
| Concejales:          | Partido político / Alianza |
| -------------------- | -------------------------- |
| Gonzalo Chávez       | AD                         |
| Oscar Correa         | AD                         |
| Claret Rodríguez     | AD                         |
| José García          | AD                         |
| Reinaldo Peña Chacón | AD                         |
| Corina Figueroa      | AD                         |
| Ofelia Camero        | COPEI                      |
| Ketty de Suárez      | COPEI                      |
| Ramón Correa         | AMUIN                      |

Período 1995 - 2000
| Concejales:           | Partido político / Alianza |
| --------------------- | -------------------------- |
| Reinaldo Peña Chacón  | AD                         |
| Americo Zerpa         | AD                         |
| Gonzalo Chávez        | AD                         |
| Rafael Silveira       | AD                         |
| Isaacc Contreras      | AD                         |
| Ismael Polo           | AD                         |
| Zaida Hernández       | COPEI                      |
| Ketty de Suárez       | COPEI                      |
| José Antonio González | COPEI                      |

Período 2013 - 2018
| Concejales:    | Partido político / Alianza |
| -------------- | -------------------------- |
| Paolo Scrivano | MUD                        |
| Antonio Vilera | MUD                        |
| Rene Correa    | MUD                        |
| Javier Trejo   | MUD                        |
| Carlos Torres  | MUD                        |
| Victor Díaz    | MUD                        |
| Juan Párraga   | MUD                        |
| Tereza Navarro | MUD                        |
| Arturo Suárez  | PSUV                       |

Período 2018 - 2021
| Concejales        | Partido político / Alianza |
| ----------------- | -------------------------- |
| José Mosqueda     | PSUV                       |
| Allison Larez     | PSUV                       |
| Juan Ortuño       | PSUV                       |
| Mary Rengifo      | PSUV                       |
| Johny Aular       | PSUV                       |
| Yubraska Zambrano | PSUV                       |
| Luismar Sierra    | PSUV                       |
| Arturo Suárez     | PSUV                       |
| Zaireth Gómez     | PSUV                       |

Periodo 2021 - 2025
| Concejales:      | Partido político / Alianza |
| ---------------- | -------------------------- |
| Maria Alvarez    | PSUV                       |
| Luis Seidel      | PSUV                       |
| Victor Abreu     | PSUV                       |
| Katherine Blanco | PSUV                       |
| Yelitza Correa   | PSUV                       |
| Loren Ramós      | PSUV                       |
| Carlos Blaza     | PSUV                       |
| Gustavo Méndez   | AD                         |
| Juan Herrera     | AD                         |